# Krtčí uši

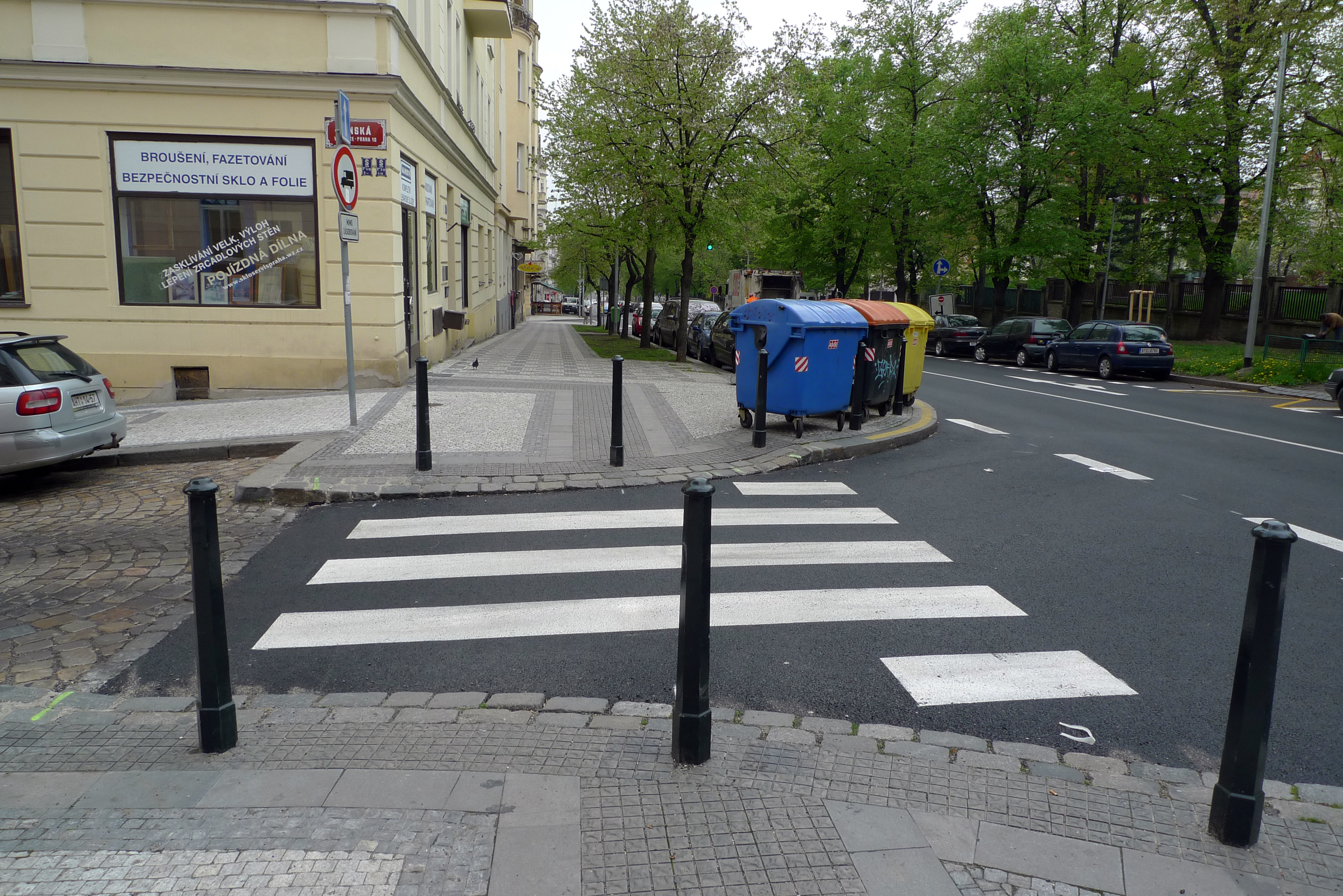
Krtčí uši, které zužují vjezd z hlavní ulice do zóny 30 v pražských Vršovicích

Krtčí uši je označení pro stavební úpravu křižovatky dvou ulic, jehož cílem je dopravní zklidnění daného místa a omezení parkování na přechodu. Vyskytuje se často na hraničním křížení tranzitní komunikace se zklidněnou ulicí, případně s rychlostní zónou 30. Jedná se o vysazené chodníkové plochy, které se většinou kombinují s přechodem pro chodce. Tyto úpravy zkracují vzdálenost, kterou chodec překonává při přecházení vozovky. 